# Симфонія № 103 (Гайдн)
Симфонія № 103, мі-бемоль мажор, (Hoboken 1/104) Йозеф Гайдн, вперше виконана 2 березня 1795 року. Відома як «Симфонія з тремоло литавр».
Симфония № 103 — одна з дванадцяти симфоній, які були написані для концертів у Лондоні. Дві поїздки Гайдна в Англію (1791—1792, 1794—1795) були організовані імпресаріо Йоганном Петром Саломоном. Музика Гайдна була добре відома в Англії задовго до того, як туди приїхав композитор, і представники британської музичної громадськості давно висловлювали бажання, щоб Гайдн відвідав її. Прийом композитора в Англії був дуже захопленим. Симфонії № 102, 103 і 104 були написані для «Оперних концертів» Дж. Віотті в Королівському театрі.
Лондонські симфонії вважають підсумком симфонічної творчості Гайдна. У них найбільш яскраво виражені характерні риси класичної симфонії — чотиричастинний сонатно-симфонічний цикл з певними функціями кожної частини, особливості будови, форми.
Прем'єра симфонії № 103 відбулася 2 березня 1795 року. Оркестр складався приблизно з 60 виконавців, що було доволі багато для того часу. Виконання відбулося під керівництвом концертмейстера, скрипаля Джованні Баттіста Віотті і Гайдна, який сидів за фортепіано. З моменту прем'єри симфонія «З тремоло литавр» стала однією з найпопулярніших серед симфоній Гайдна. У 1831 році Ріхард Вагнер аранжував її для фортепіано.

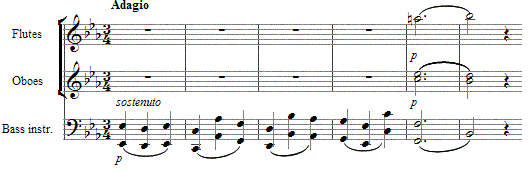
початок симфонії

Структура:
1. Adagio — Allegro
2. Andante
3. Menuetto and Trio: Allegro
4. Finale: Spiritoso

## Ноти і література
- Symphony No. 103: Ноти на сайті International Music Score Library Project.